# هيو إي. بلير
هيو إي. بلير (بالإنجليزية: Hugh Edward Blair)‏ هو لغوي أمريكي، ولد في 23 مايو 1909 في جورجيا في الولايات المتحدة، وتوفي في 28 يناير 1967.